# 베네치아도

베네치아도의 위치

베네치아도(이탈리아어: Provincia di Venezia)은 이탈리아 베네토주에 있던 도이다. 도청 소재지는 베네치아이다. 면적은 2,467 km2, 인구는 829,418(2005)이다. 2015년 1월 1일을 기해 베네치아 광역시로 개편되었다.

## 같이 보기
- 베네치아 광역시